# Ramón Espinar Merino
Ramón Espinar Merino (Madrid, 30 de marzo de 1986) es un politólogo, activista y político español, antiguo miembro de Podemos, diputado de la x legislatura de la Asamblea de Madrid, de la que su padre fue su primer presidente. También fue senador por designación autonómica. El 25 de enero de 2019 dimitió de su cargo de secretario general de Podemos en Madrid y dejó sus escaños en el Senado y en la Asamblea de Madrid.

## Biografía
Nacido en Madrid en 1986, es hijo del político Ramón Espinar Gallego, que fue alcalde de Leganés y presidente de la Asamblea de Madrid por el PSOE. Se licenció en Ciencias Políticas y de la Administración en la Universidad Complutense de Madrid (UCM). Cursó también un máster en Análisis Político en la misma universidad.
Militó desde muy joven en plataformas sociales y asociaciones. En su etapa de estudiante universitario, se vinculó a las asociaciones Contrapoder y ATTAC-UCM. Fue activista del movimiento 15M, militante de Juventud Sin Futuro, organización de la que fue un portavoz y miembro del colectivo promotor de la Iniciativa Legislativa Popular por la Renta Básica de Ciudadanía.
Entre 2011 y 2013, trabajó como becario predoctoral en el departamento de Ciencia Política de la Facultad de Derecho de la Universidad Autónoma de Madrid, adscrito al proyecto Neoliberal_Citi, desarrollando líneas de investigación en las áreas de Estudios Urbanos, Movimientos Sociales, Teoría de la Democracia y Ciudadanía. También trabajó como camarero y teleoperador.
En 2011 vendió una vivienda de protección oficial obteniendo una plusvalía de 30.000€ tan solo 9 meses después de comprarla y sin haberla llegado a utilizar como vivienda. https://cadenaser.com/ser/2016/11/01/politica/1478020189_828531.html
En los últimos años, ha colaborado con diversos medios de comunicación como El Diario, Público, La Marea, GrundZine, Rebelión y Las Mañanas de Cuatro.2 Estas apariciones públicas le hicieron conocido entre la población española.

## Trayectoria política
Ramón Espinar fue una de las personas elegidas por consenso para formar parte de la mesa coordinadora de Ganemos Madrid como miembro de Juventud Sin Futuro, uno de los colectivos participantes de la plataforma.
Su nombre se incluyó en la lista de primarias para la configuración definitiva de la lista electoral de Podemos en la Comunidad de Madrid. Debido a ello cedió de forma simultánea su silla en la Mesa de Ganemos. Integrado en una de las listas el número 18, debido al número de votos acabó como número 3 en la lista definitiva con la que Podemos concurrió a las elecciones de 2015 a la Asamblea de Madrid, donde consiguió 27 escaños y el 18,64 % de los votos válidos, resultando la tercera fuerza política tras el Partido Popular y el PSOE. Ramón Espinar fue así elegido diputado en la Asamblea de Madrid.
Durante el proceso de elección, la Cadena SER publicó la noticia de la venta por parte del senador de un piso de una cooperativa dentro de una promoción privada VPPB (Vivienda con Protección Pública Básica), por querer ganar dinero con la venta, al precio fijado por el Gobierno Regional. Cabe destacar que el piso fue adjudicado sin concurso público previo. Espinar obtuvo en el proceso unos 20 000 euros de beneficio.
El 16 de julio de 2015, tomó posesión como senador designado por la Asamblea de Madrid y se convirtió en el portavoz en el Senado del Grupo Parlamentario Podemos-En Comú Podem-En Marea, puesto en el que continúa tras la petición del grupo y la votación que se llevó a cabo en el Grupo Parlamentario de la Asamblea de Madrid.
A finales de 2016 fue elegido secretario general de Podemos Comunidad de Madrid. Ramón Espinar encabezó una lista que finalmente se impuso a la liderada por la entonces portavoz del Gobierno del Ayuntamiento de Madrid Rita Maestre. Según los medios de comunicación, esta elección trasladaba a nivel regional los debates estatales del partido. Espinar había concurrido en alianza con el sector Anticapitalistas, defendiendo los planteamientos más próximos al secretario general, Pablo Iglesias, mientras Maestre tenía una línea similar a la del número dos, Íñigo Errejón.
El 25 de enero de 2019 dimitió de su cargo de secretario general de Podemos en Madrid y dejó sus escaños en el Senado y en la Asamblea de Madrid.
En la actualidad, colabora con diferentes medios de comunicación y ha recuperado una fuerte presencia en redes sociales como analista político: participa en las mesas de debate político de "En boca de todos" en Cuatro, "Más Vale Tarde" en La Sexta y "La Roca" de la misma cadena. Además, ha emitido con frecuencia análisis político-electorales desde su propio canal de Twitch.[cita requerida]
En noviembre de 2023, participa y colabora a impulsar "La Zona", el podcast creado y conducido por Jónatham F. Moriche surgido de los spaces de la red social X que marca desde ese momento la actualidad política en la izquierda española.
Ha trascendido también una intensa afición por el ciclismo, participando habitualmente en podcast especializados como comentarista y practicándolo y participando con frecuencia en pruebas cicloturistas de gran fondo y de ciclismo randonneur que suele reflejar en su cuenta de Instagram.[cita requerida]